# دون تالون
دون تالون (بالإنجليزية: Don Tallon)‏ (و. 1916 – 1984 م) هو لاعب كريكت أسترالي، ولد في بوندابيرج، توفي في بوندابيرج، عن عمر يناهز 68 عاماً.

## جوائز
حصل على جوائز منها:
لاعب كريكت ويسدن للسنة ‏